# 拉夸冰川
77°40′S 162°33′E / 77.667°S 162.550°E
拉夸冰川（英語：Lacroix Glacier）是南極洲的冰川，位於維多利亞地，處於蘇斯冰川和馬特洪峰之間，由羅伯特·斯科特率領的英國探險隊繪入地圖，現時由南極條約體系管理。
阿夸直接在你維基百科頁面拉夸